# Phrügia
Phrügia, latinosan Phrygia, egyes magyar változatokban Frügia, Frígia, akkádul Muski egy rövid életű ókori anatóliai államalakulat volt, amely Urartu meggyengülésével párhuzamosan emelkedett fel, ám alig három évtizeden belül áldozatul esett a kimmerek támadásainak. Phrügia lakói a phrügök (más változatban frígek) voltak.

## Elhelyezkedése
Phrügia Anatólia nyugati részén, a Halüsztől nyugatra, Lüdia és Müszia keleti szomszédságában alakult ki, majd a mai Törökország jelentős részét megszerezte maga számára. Fővárosa, Gordion később arról lett nevezetes, hogy Nagy Sándor itt vágta el az ún. „gordiuszi csomót”.

## Története

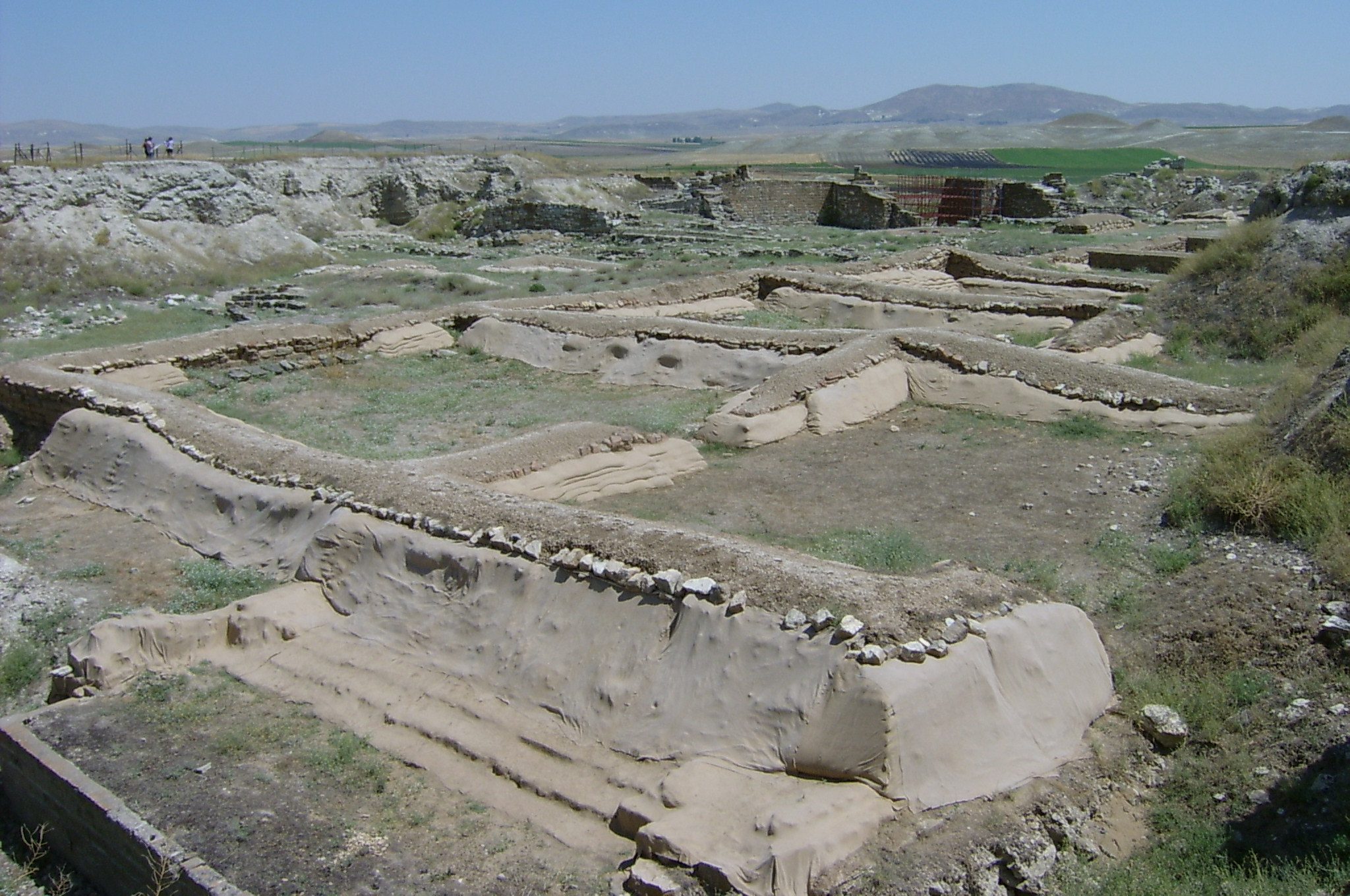
Gordion romjai

Anatóliába a Kr. e. 13. század végétől kezdve több hullámban vándorolt be a Balkánról az akkád nyelvű forrásokban muskiknak nevezett nép, akik saját magukat a brüg népnévvel jelölték, és akiket a görögök pedig phrügöknek (phryges, Φρύγες) neveztek. (Napjainkban a muski-phrüg azonosságot a legtöbb tudós elfogadja, bár vannak, akik egyértelmű bizonyítékok híján óvatosan kezelik a kérdést.) Nagy valószínűséggel ők tehetők felelőssé a Hettita Birodalom Kr. e. 1200 körül bekövetkezett végső elpusztításáért. A görögök szerint a phrügök a trójai háború idején – a bronzkor végén – települtek át Ázsiába, ami lényegében megfelel a valóságnak.
Muskival már I. Tukulti-apil-ésarra (Kr. e. 1114. – Kr. e. 1076.) asszír király összecsapott, azonban a régészeti leletek arra utalnak, hogy egészen a Kr. e. 8. századig tartósan nem telepedett meg senki a területen.
Phrügia a Kr. e. 700-as évek legvégén szerveződött jelentős állammá. Az Újasszír Birodalom tisztában volt vele, hogy ha a két anatóliai nagyhatalom, Urartu és Muski összefog ellene, az végzetes lesz a számára. Ezért aztán Kr. e. 717-ben II. Sarrukín elfoglalta Karkemist, a két rivális felé közeledő Tabal fejedelemséget pedig beolvasztotta az országába. 

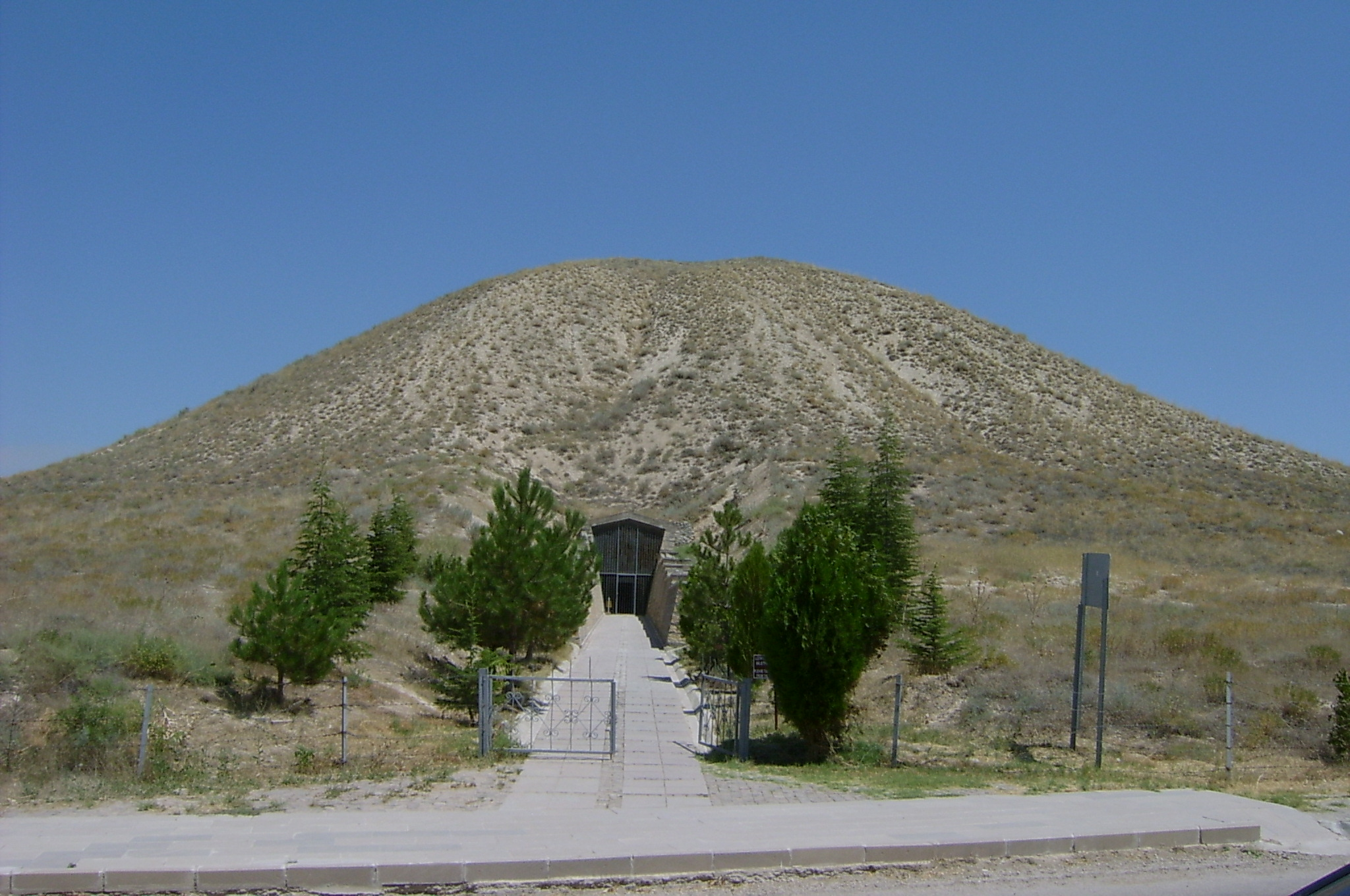
A Midasz királynak tulajdonított tumulusz Gordionban

Phrügia királya ekkor Mita volt, akit a görögök a legendás, kezével mindent arannyá változtató, szamárfület növesztő Midaszként ismertek. Miután Kr. e. 714-ben Urartu végzetesen meggyengült Sarrukín hadjáratának köszönhetően, Midasz országára is sor került: a kilikiai (akkádul Que) helytartó támadásai következtében Kr. e. 709-ben Mita Sarrukín szövetségese lett, és a későbbiekben is közeledett hozzá. Minderre azonban kevés ideje maradt: az időszakban elárasztották a nomád kimmerek, majd a szkíták Anatóliát. Kr. e. 695 körül kezdődött a roham, amelynek során Gordion elpusztult. A hagyomány szerint Midasz önkezével vetett véget életének.
Phrügia területét a később ugyanerre a sorsa jutó Lüdia kebelezte be, majd a Perzsa Birodalom része lett. Ezt követően Nagy Sándor hódította meg, Kr. e. 188-ra pedig Pergamon ellenőrzése alá került. Keleti területén a kelták hozták létre Galatiát. Kr. e. 133-ban a Római Birodalom megörökölte Pergamont és a hozzá tartozó phrüg vidéket, ami Asia provincia része lett. Phrügia a római uralom alatt mindvégig kettéosztott maradt: egyik része Asia, a másik Galatia részét képezte, a területet jelölő elnevezés maga azonban egészen a Bizánci Birodalom bukásáig fennmaradt.

## Phrügia amitológiában

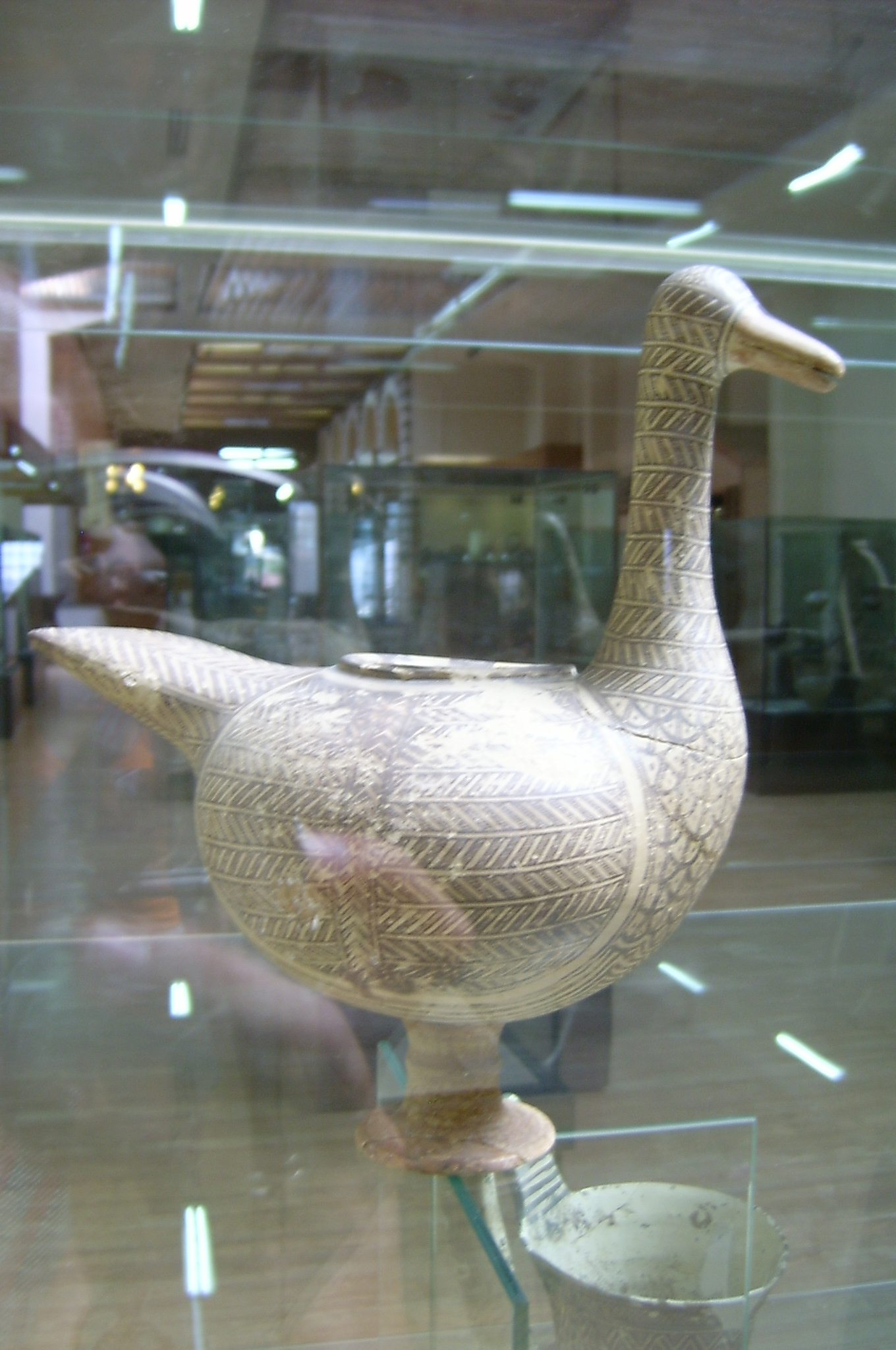
Lúd alakú phrüg edény (Anatóliai Civilizációk Múzeuma, Ankara)

A hagyomány három phrüg királyt ismer: a trójai háború idején élt Mügdónt, illetve a történelminek tekinthető Gordiaszt és fiát, Midaszt. (Egyes források a Hadészben örök szenvedésre ítélt Tantaloszt is phrüg uralkodónak nevezik.) A mítosz szerint Gordiaszt jóslat alapján választották királlyá, és ő alapította a fővárost, Gordiont. Szekerét, ami elsőként juttatta fel a főisten templomához, áldozati tárgyként kiállította – ennek a része volt a gordiuszi csomó is.
A trákiai Midaszt ezzel szemben Szilénosszal és a szatírokkal hozzák kapcsolatba, akit Dionüszosz ajándékozott meg a mindent arannyá változtató érintéssel, Apollón pedig szamárfüleket varázsolt neki, amikor többre értékelte Pán sípjátékát az ő lantmuzsikájánál. Amikor meg akart szabadulni az egy idő után kínossá váló aranytapintástól, egy phrügiai folyóban mosta meg a kezét. Itt fogadta örökbe és helyezte Kübelé védelmébe a gyermektelen Gordiasz.

## Kultúra

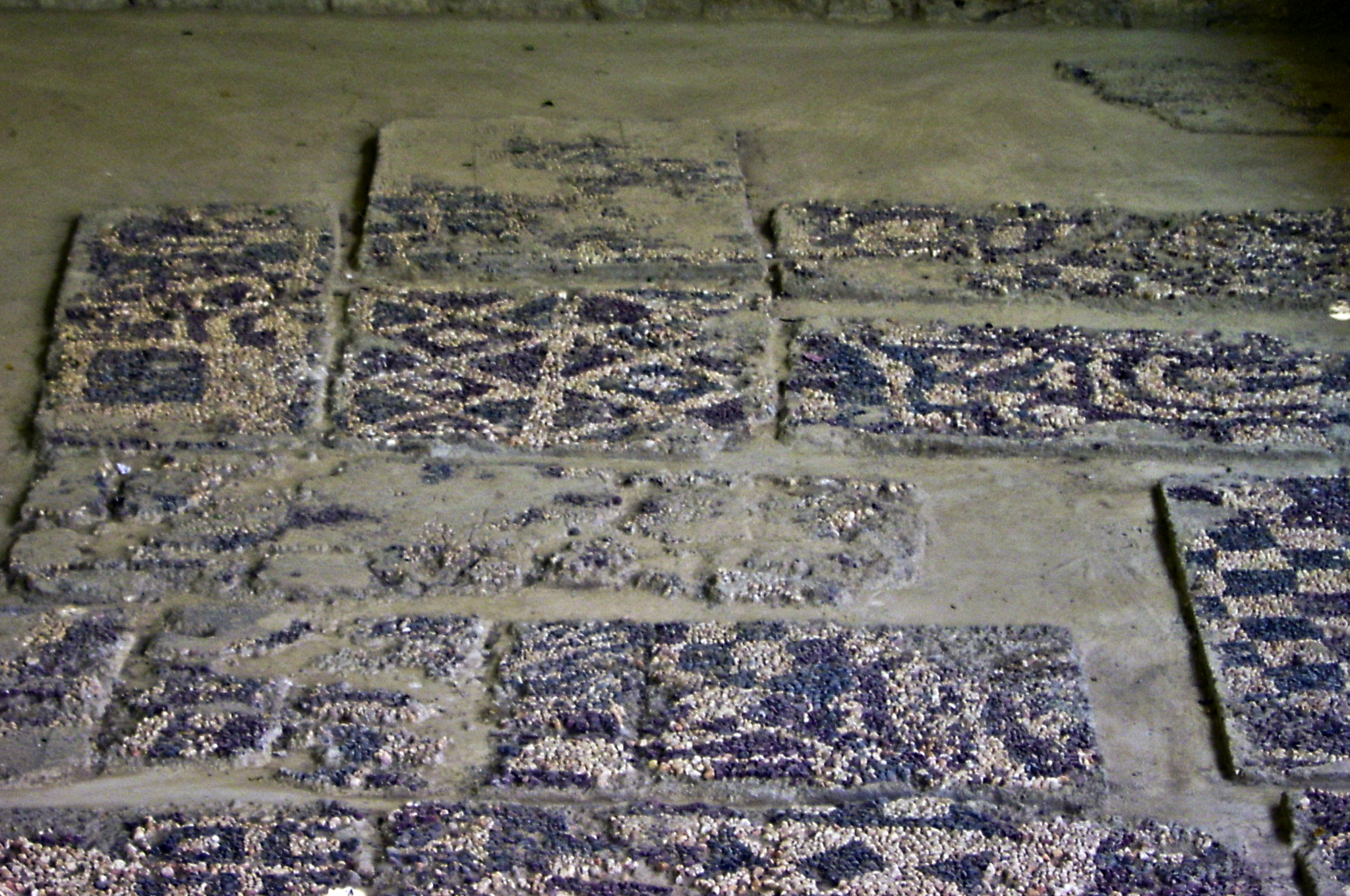
Phrüg mozaik Gordionból

A phrügök nyelve az indoeurópai nyelvcsaládba tartozott. A görög ábécétől csak kevéssé eltérő írást használtak. A fríg nyelv a Kr. u. 6. századra halt ki végleg.
A phrüg vallás főistene a később Zeusszal azonosított lovas istenatya, Szabaziosz volt. Később a misztériumvallásokban nagy szerepet kapott a phrügiai istenanya, Kübelé (a római Cybele).
Gordiont feltárták a régészek. A leletek tanúsága szerint az épületek többsége megaron-alaprajzú volt, és fa galériákkal épültek. A fellegvárat mintegy 75 tumulusz veszi körül, melyek közül a legnagyobbat a hagyomány Midaszénak tekint. A mérete miatt épen maradt sírdombban számos bronz- és egyéb fémtárgyat találtak (aranyat, drágaköveket és más kincseket nem), illetve egy alacsony, 60 éves kora körül elhunyt férfi holttestét. Írásos bizonyítékok híján nem tudni biztosan, hogy Gordiasz vagy Midasz-e az itt eltemetett férfi.
Az aranytapintás legendája valószínűleg onnan eredhet, hogy a leletek nagy része nem klasszikus bronzból, hanem sárgarézből készült, ami színe miatt a nemesfémre hasonlít.